# Humanizam
Humanizam je razdoblje kasne srednjovjekovne povijesti obilježeno težnjom za upoznavanjem i nasljedovanjem klasičnih rimskih i grčkih književnosti i civilizacije. Začeci se nalaze u talijanskim gradovima 14. st., ali humanizam svoj procvat doživljava tijekom 15. st., kada se širi i na veći dio Europe. Obilježuje ga eklektična uporaba antičke filozofije i njezino uklapanje u kršćansku srednjovjekovnu filozofiju te vjera u sposobnost i vrijednost čovjeka. Ideal humanizma jest svestran čovjek (l’uomo universale) koji razvija svekolike umne sposobnosti, slobodan duh koji teži preispitivanju uvriježenih uvjerenja, kao i stjecanju novih znanja iz područja društvenih i prirodnih znanosti. Sljedbenici humanizma (humanisti) izdvajaju se kao poseban društveni sloj u koji ulaze znanstvenici i kulturni djelatnici, kao i vladari i drugi predstavnici društvene elite (dvorjanici, kondotjeri, aristokrati). Razdoblje humanizma pripremilo je preporod znanosti i umjetnosti u Europi (renesansa). 
Glavni su predstavnici: Francesco Petrarca, Giovanni Boccaccio, Giovanni Pico della Mirandola, L. Valla, Thomas More, H. Grotius, Johannes Reuchlin, Erazmo Roterdamski, P. Melanchthon; kod Hrvata: Ivan Česmički, Marko Marulić i drugi.

## U politici
U općenitome smislu, humanizam predstavlja bilo koji sustav mišljenja i djelovanja koji u prvi plan stavlja čovjeka i njegove potrebe. Iako se radi o sekularnoj ideologiji bliskoj socijalnoj politici, odlike humanističkih ideja temelje se na osnovnim načelima kršćanstva.

## Vanjske poveznice
- Erwin Panofsky: Povijest umjetnosti kao humanistička disciplina